# Henry Salwey
Henry Salwey (* 20. Januar 1794; † 1874) war ein britischer Politiker.

## Leben
Henry Salwey war der dritte Sohn von Theophilus Richard Salwey aus dessen Ehe mit Anna Maria Hill. Der Abgeordnete Thomas Hill war sein Großvater mütterlicherseits. Väterlicherseits war Henry Salwey ein Ur-ur-ur-Enkel des Abgeordneten Richard Salwey. Am 13. März 1828 heiratete er Elizabeth-Philippa Holder.
Salwey diente als Offizier der Coldstream Guards in der British Army und erreichte den Rang eines Colonel. Vom 24. Juli 1837 bis zum 29. Juni 1841 sowie erneut vom 29. Juli 1847 bis zum 7. Juli 1852 war er als Whig-Abgeordneter für das Borough Ludlow in Shropshire Mitglied des House of Commons.